# Феофан Печерський

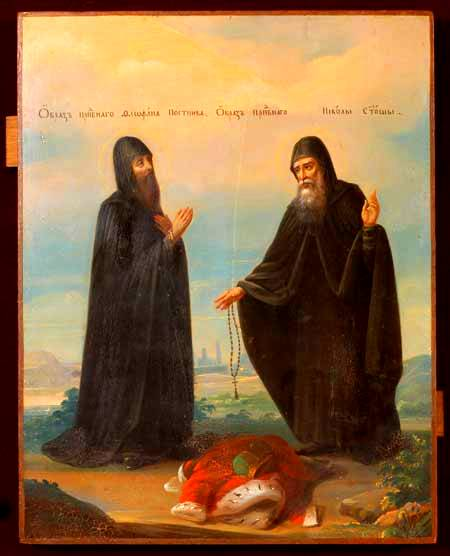
Преподобний Феофан Печерський та колишній князь Микола Святоша, який зрікся князівських почестей і прийняв постриг у лаврі.

Феофан, посник Печерський (12 століття, Київ) — древньоруський православний святий, чернець Печерського монастиря. Преподобний. 
Біографічні дані невідомі. Обставини його життя не описані в пам'ятках лаври.
Прізвище Посник, під яким відомий прп. Феофан, вказує на те, що строгий піст був тим шляхом, котрим він приблизився до Бога.

В акафісті всім Печерським преподобним про нього сказано: 
|  | «Радуйся, Феофане, бо тіло постом умертвив ти». |

Антропологічні дослідження виявили, що прп. Феофан помер у віці бл. 50 р.
Його мощі спочивають у Ближніх печерах, поряд з мощами святого Симона, єпископа Суздальського.

## Пам'ять
- 11 жовтня — день пам'яті усіх Собору преподобних отців Києво-Печерських, що спочивають в Ближніх печерах (прп. Антонія).
- 24 жовтня —  Прп. Феофана Печерського.

### Дивіться теж
- Києво-Печерська лавра
- Києво-Печерські святі

## Джерело
- Словник персоналій Національного Києво-Печерського історико-культурного заповідника[недоступне посилання з липня 2019] — ресурс використано за дозволом видавця.
- Патерик Києво-Печерський